# 9221 Wuliangyong
9221 Wuliangyong è un asteroide della fascia principale. Scoperto nel 1995, presenta un'orbita caratterizzata da un semiasse maggiore pari a 2,2659551 UA e da un'eccentricità di 0,1832864, inclinata di 2,43948° rispetto all'eclittica.